# Saint-Léger-de-Peyre
Saint-Léger-de-Peyre är en kommun i departementet Lozère i regionen Occitanien i södra Frankrike. Kommunen ligger i kantonen Marvejols som tillhör arrondissementet Mende. År 2022 hade Saint-Léger-de-Peyre 188 invånare.

## Befolkningsutveckling
Antalet invånare i kommunen Saint-Léger-de-Peyre
| Referens: INSEE |